# Аббати, Джузеппе (1836—1868)
Джузе́ппе Абба́ти (итал. Giuseppe Abbati; 13 января 1836, Неаполь, Королевство Обеих Сицилий — 21 февраля 1868, Флоренция, Королевство Италия) — итальянский живописец, писавший картины в стиле маккьяйоли. Участник Рисорджименто.

## Биография

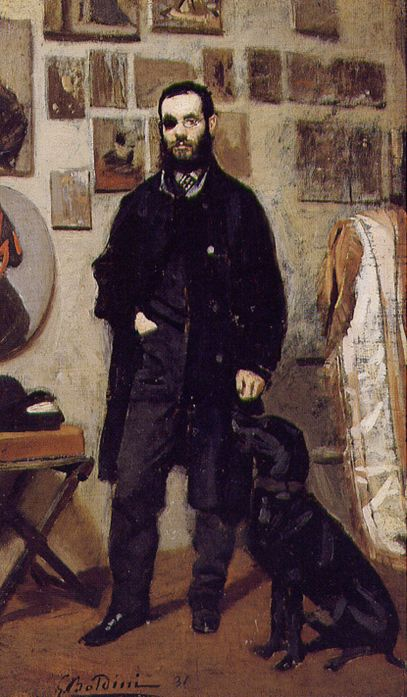
Джованни Больдини. Портрет Джузеппе Аббати. 1865

Родился в Неаполе 13 января 1836 года в семье художника Винченцо Аббати и Франчески, урождённой Романо. В 1850—1853 годах обучался в Академии изящных искусств в Венеции у Джироламо Микеланджело Григолетти и Франческо Баньяры. В 1856 году, во время учебной поездки, познакомился с художниками Телемако Синьорини и Вито Д’Анконой в учебной поездке. В том же году в Неаполе, вместе с отцом, открыл мастерскую.

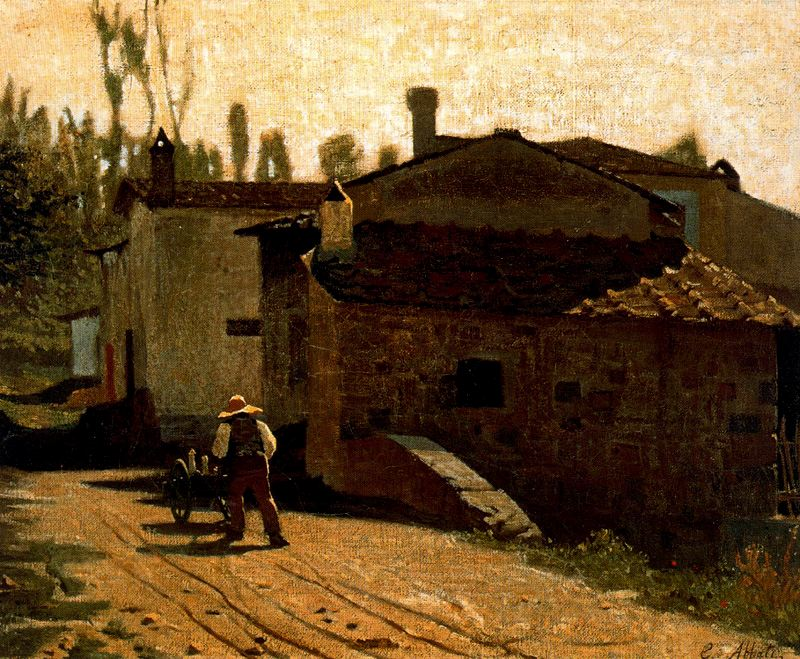
«Молочник из Пьяджентины» (1864). Холст, масло. Государственный музей Кастель Нуово, Неаполь

Участвовал в борьбе за единое итальянское государство, во время которой потерял правый глаз. В 1860 году поселился во Флоренции, где познакомился с Серафино Де Тиволи и вошёл в группу маккьяйоли.
В 1861 году картины Аббати на I итальянской выставке во Флоренции получили одобрение у критики. В первой половине 1860-х годов много писал на пленэре в монастырях и садах под Флоренцией. Часто гостил и работал в доме художественного критика Диего Мартелли в Кастильончелло.
Аббати имел гордый и независимый характер. В 1861 году он отказался от художественной премии, которую ему присудили. Также отказался от медали за участие в Рисорджименто. Отказался просить пенсию, которая ему полагалась как ветерану-инвалиду, участвовавшему в войне за единое итальянское государство.
Он также участвовал в Третьей войне за независимость в 1866 году, во время которой попал в плен. По возвращении из плена поселился в Кастельнуово делла Мизерикордиа. Погиб от укуса собственной собаки, заразившейся бешенством. Умер во Флоренции 21 февраля 1868 года. Похоронен на кладбище Порт-Санте.
Творчество Аббати относят к пергентинской школе, члены которой занимались исследованиями сопряжения формы и цвета, которые были начаты Серафино Де Тиволи, Нино Коста, Джованни Фаттори, Винченцо Кабьянка. К пергентинской школе, названный так по названию садов Пергентина под Флоренцией, где художники этой школы писали свои картины, также относится творчество Сильвестро Леги, Одоардо Боррани, Раффаэлло Сернези и Телемако Синьорини.